# Рай, Александр Михайлович
Александр Михайлович Рай (1924—1993) — советский военнослужащий. Участник Великой Отечественной войны. Герой Советского Союза (1945). Красноармеец.

## Биография
Александр Михайлович Рай родился 31 октября 1924 года в городе Луганске, административном центре Луганского округа Донецкой губернии Украинской ССР СССР (ныне город, административный центр Луганской области Украины) в семье рабочего. Украинец. Окончил семь классов неполной средней школы и школу фабрично-заводского ученичества. До войны работал токарем на Ворошиловградском паровозостроительном заводе имени Октябрьской Революции. С 17 июля 1942 года по 14 февраля 1943 года находился на оккупированной немецко-фашистскими войсками территории.
14 февраля 1943 года в ходе Ворошиловградской операции Ворошиловград был освобождён частями 3-й гвардейской армии Юго-Западного фронта. Уже через два дня А. М. Рай был зачислен в освобождавшую город 279-ю стрелковую дивизию. Александр Михайлович прошёл курс молодого бойца, освоил автомат и станковый пулемёт. В боях с немецко-фашистскими захватчиками красноармеец А. М. Рай с мая 1943 года на Юго-Западном фронте в должности автоматчика роты автоматчиков 1001-го стрелкового полка. Боевое крещение принял в боях на реке Северский Донец в районе Лисичанска. В августе — сентябре 1943 года Александр Михайлович участвовал в Донбасской операции, в составе своего подразделения освобождал Лисичанск, Часов Яр и Чаплино. Затем принимал участие в Запорожской операции Битвы за Днепр. Комсорг роты автоматчиков красноармеец А. М. Рай отличился в боях по ликвидации плацдарма противника на левом берегу Днепра при штурме высоты у села Майчекрак Великобелозёрского района Запорожской области. 29 октября 1943 года Александр Михайлович под ураганным пулемётным огнём личным примером поднял роту в атаку и увлёк её за собой. Он первым ворвался во вражеские траншеи и в ожесточённой рукопашной схватке лично уничтожил 15 немецких солдат. В тот же день при отражении контратаки противника А. М. Рай был тяжело ранен и эвакуирован в госпиталь.
После продолжительного лечения зимой 1944 года Александр Михайлович был направлен в 5-ю стрелковую дивизию, которая сражалась на Белорусском (с 24 февраля 1944 года 1-м Белорусском) фронте. Его определили на должность наводчика станкового пулемёта во 2-й стрелковый батальон 190-го стрелкового полка. В феврале 1944 года красноармеец А. М. Рай участвовал в Рогачёвско-Жлобинской операции, в ходе которой подразделения дивизии вышли к реке Друть. С достигнутых зимой 1944 года рубежей 3-я армия, в состав которой входила 5-я стрелковая дивизия, перешла в наступление летом 1944 года в рамках Бобруйской операции стратегического плана «Багратион». Красноармеец А. М. Рай отличился при прорыве обороны противника на реке Друть и в боях за плацдарм на её правом берегу. 24 июля 1944 года Александр Михайлович в составе пулемётного взвода своего батальона в числе первых форсировал водную преграду и участвовал в захвате и закреплении плацдарма. В боях за его расширение он первым ворвался на окраину деревни Шмаки Кировского района Могилёвской области и, заняв выгодную позицию, огнём своего пулемёта обеспечил продвижение стрелковых рот. Убийственным огнём пулемётный взвод, в котором служил красноармеец Рай, сорвал несколько контратак неприятеля. Для подавления пулемётных точек немцы выдвинули на огневую позицию самоходную артиллерийскую установку. В результате артиллерийского огня Александр Михайлович был ранен, но перевязав себя сам, вынес с поля боя смертельно раненого командира взвода лейтенанта Д. Р. Можайского и оказал ему первую помощь, после чего вернулся на позицию и продолжал косить вражеские цепи ураганным огнём. Мощным ударом 2-й стрелковый батальон расширил захваченный плацдарм в глубину, обеспечив переправу основных сил полка. Продолжая наступление, батальон вышел на рубеж реки Черибомирки, где был контратакован крупными силами неприятеля. В бою красноармеец А. М. Рай вновь был ранен, но остался в строю и способствовал удержанию занятых батальоном рубежей. 5 июля 1944 года 3-я армия была передана 2-му Белорусскому фронту. Красноармеец А. М. Рай участвовал в боях на минском направлении в ходе Минской операции. Особо отличился Александр Михайлович во время Белостокской операции в боях за город Волковыск.
12 июля 1944 года войска 3-й армии вышли на ближние подступы к городу Волковыску. «Город пылал, — вспоминал впоследствии Александр Михайлович. — Издалека были отчетливо видны остовы сгоревших зданий. Наш 190-й стрелковый полк пытался с ходу ворваться в город, но бросок этот не увенчался успехом. Бойцов встретил ураганный пулемётный огонь фашистов, прочно засевших на подступах к Волковыску. Командир дивизии вызвал к себе группу автоматчиков и меня — пулемётчика. Перед нами была поставлена задача: незаметно пройти в тыл врага, неожиданным ударом дезорганизовать его оборону и этим помочь нашим основным силам прорваться в город». В ночь с 13 на 14 июля 1944 года группа советских бойцов под командованием капитана А. И. Боричевского в количестве 41 человека с двумя ручными пулемётами и двумя 57-миллиметровыми пушками на машинах выдвинулась к линии фронта. Затем десантники, обходя немецкую оборону с фланга, около пяти часов пробирались через лес. К рассвету они перерезали шоссе, ведущее в город с запада, по которому немцы перебрасывали резервы. Красноармеец А. М. Рай оборудовал пулемётную точку на небольшом, поросшем кустарником холме. Вскоре на дороге показалась колонна немецкой пехоты численностью до 600 человек. Выждав удобный момент, десантники неожиданной атакой расчленили колонну противника на две части. Половина немцев была отброшена за реку Россь, другая половина попыталась прорваться в Волковыск, но им преградил дорогу пулемётчик Рай. Подпустив немцев на 200 метров, он открыл по ним ураганный огонь. Отражая атаку за атакой, Александр Михайлович уничтожил 120 солдат и офицеров вермахта, две огневые точки и подавил огонь трёх противотанковых пушек. Разгромив немецкую колонну, десантная группа капитана Боричевского стремительно ворвалась в Волковыск и заняла центр города, чем способствовала успешному наступлению основных сил 3-й армии. Оценивая результаты деятельности группы в тылу врага, сам Александр Михайлович отмечал:

Стрельба в тылу подняла панику среди гитлеровцев, засевших в городе. Они, по-видимому, решили, что попали в окружение. В это время по вражеским позициям ударила наша артиллерия, и основные силы наших войск двинулись во фронтальную атаку… Волковыск был освобождён.— Вспоминает А. М. Рай.
За образцовое выполнение боевых заданий командования на фронте борьбы с немецкими захватчиками и проявленные при этом отвагу и геройство указом Президиума Верховного Совета СССР от 24 марта 1945 года красноармейцу Раю Александру Михайловичу было присвоено звание Героя Советского Союза.
После окончания Великой Отечественной войны А. М. Рай был демобилизован. Александр Михайлович вернулся в Ворошиловград. Участвовал в восстановлении разрушенного во время войны паровозостроительного завода. В 1959 году он окончил Луганский машиностроительный техникум, затем вернулся на свой завод, где долгие годы работал старшим технологом кузовного цеха. За успешное выполнение заданий 8-й пятилетки Александр Михайлович в 1971 году был награждён орденом Октябрьской Революции. Умер А. М. Рай в 1993 году. Похоронен в Луганске.

## Награды
- Медаль «Золотая Звезда» (24.03.1945);
- орден Ленина (24.03.1945);
- орден Октябрьской Революции (1971);
- орден Отечественной войны 1-й степени (11.03.1985);
- два ордена Славы 3-й степени (30.01.1944; 18.07.1944);
- медали.

## Память
- Именем Героя Советского Союза А. М. Рая названа улица в Каменнобродском районе города Луганска.
- Именем Героя Советского Союза А. М. Рая названа одна из улиц в Волковыске.

## Документы
- Общедоступный электронный банк документов «Подвиг Народа в Великой Отечественной войне 1941—1945 гг.» Дата обращения: 7 октября 2013. Архивировано из оригинала 11 мая 2017 года.

Представление к званию Героя Советского Союза и указ ПВС СССР о присвоении звания.
Орден Отечественной войны 1-й степени (информация из карточки награждённого к 40-летию Победы).
Орден Славы 3-й степени (наградной лист и приказ о награждении от 30.01.1944).
Орден Славы 3-й степени (наградной лист и приказ о награждении от 18.07.1944.